# Hypselothyrea lanigera
Hypselothyrea lanigera är en tvåvingeart som beskrevs av Oswald Duda 1928. Hypselothyrea lanigera ingår i släktet Hypselothyrea och familjen daggflugor. Inga underarter finns listade i Catalogue of Life.